# Slatina (district de Klatovy)
Pour les articles homonymes, voir Slatina.
Slatina est une commune du district de Klatovy, dans la région de Plzeň, en République tchèque. Sa population s'élevait à 103 habitants en 2021.

## Géographie
Slatina se trouve à 9 km au nord-nord-est de Horažďovice , à 33 km à l'est de Klatovy, à 48 km au sud-est de Plzeň et à 92 km au sud-ouest de Prague.
La commune est limitée par Hradiště au nord, par Kadov à l'est, par Čečelovice, Velký Bor et Svéradice au sud, et par Chanovice à l'ouest.

## Histoire
La première mention écrite de la localité date de 1227.

## Galerie

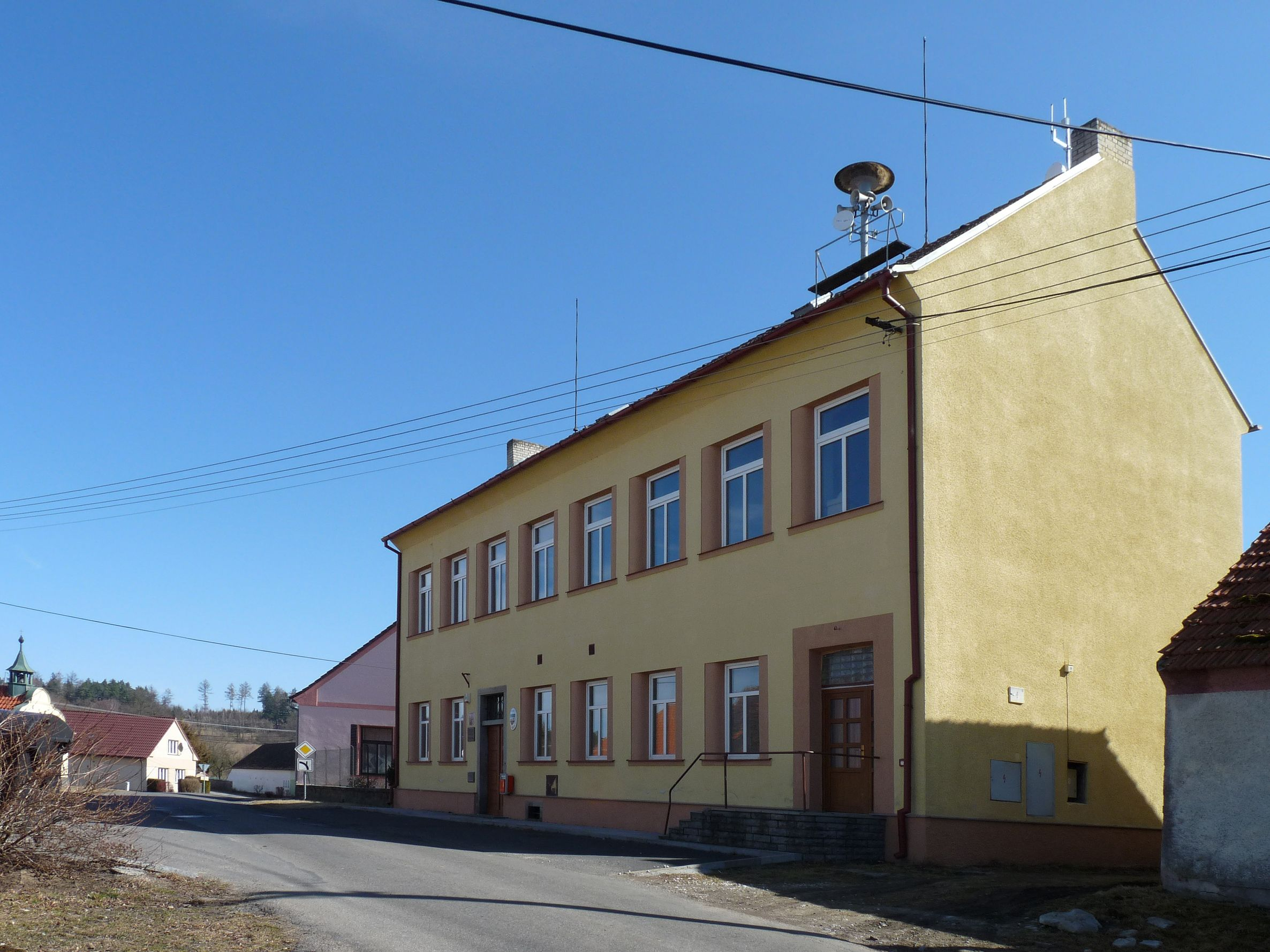
Slatina : la mairie.
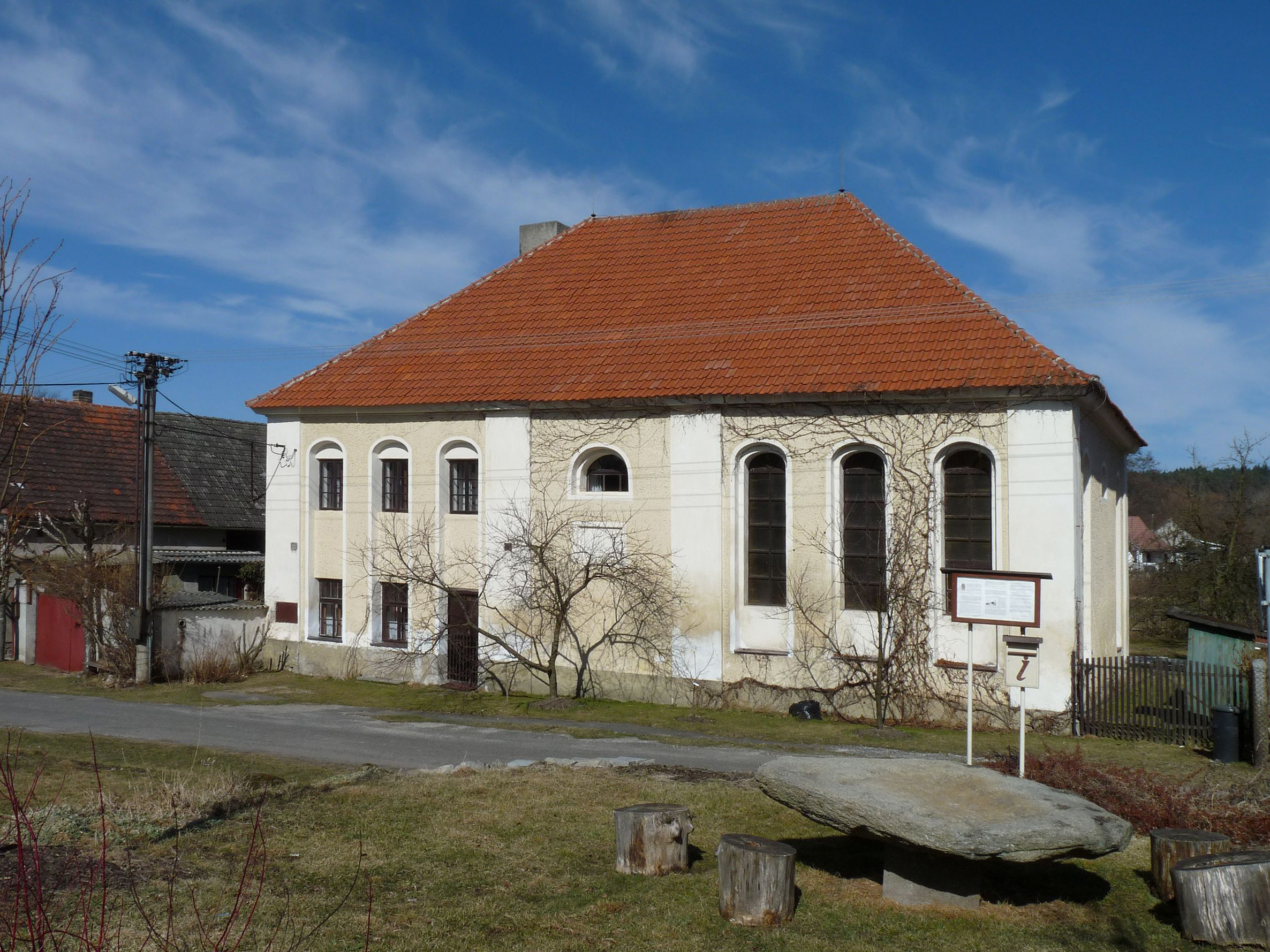
Synagogue de Slatina.

## Transports
Par la route, Slatina se trouve à 9 km de Horažďovice, à 39 km de Klatovy, à 56 km de Plzeň et à 105 km de Prague.